# Ribnik
Ribnik är ett vattendrag i Bosnien och Hercegovina. Det ligger i entiteten Republika Srpska, i den västra delen av landet, 140 km nordväst om huvudstaden Sarajevo.
I omgivningarna runt Ribnik växer i huvudsak lövfällande lövskog. Runt Ribnik är det ganska tätbefolkat, med 67 invånare per kvadratkilometer.